# Migrant
| Críticas profissionais | Críticas profissionais |
| Pontuações agregadas   | Pontuações agregadas   |
| Fonte                  | Avaliação              |
| ---------------------- | ---------------------- |
| Metacritic             | 78/100                 |
| Avaliações da crítica  |                        |
| Fonte                  | Avaliação              |
| Allmusic               | [ 1 ]                  |
| Consequence of Sound   | C-                     |
| Popmatters             | [ 3 ]                  |
| Under The Gun Review   | 10/10                  |

Migrant é o quinto álbum de estúdio da banda The Dear Hunter. foi lançado em 2 de abril de 2013 pela Equal Vision Records e Cave & Canary Goods. O álbum foi produzido Mike Watts e Casey Crescenzo, e mixado por Mike Watts.  É o primeiro álbum não conceitual da banda. Em 2023, como parte da comemoração de 10 anos de álbum, o mesmo foi remixado e relançado como Migrant Returned.

## Faixas
Todas as faixas escritas e compostas por Casey Crescenzo. 
| N.º            | Título                 | Duração |  |
| 1.             | "Bring You Down"       | 4:24    |  |
| 2.             | "Whisper"              | 3:59    |  |
| 3.             | "Shame"                | 4:04    |  |
| 4.             | "An Escape"            | 3:38    |  |
| 5.             | "Shouting at the Rain" | 4:16    |  |
| 6.             | "The Kiss of Life"     | 4:46    |  |
| 7.             | "Girl"                 | 3:04    |  |
| 8.             | "Cycles"               | 4:33    |  |
| 9.             | "Sweet Naiveté"        | 4:32    |  |
| 10.            | "Let Go"               | 3:40    |  |
| 11.            | "This Vicious Place"   | 4:40    |  |
| 12.            | "Don't Look Back"      | 4:47    |  |
| Duração total: | Duração total:         | 50:23   |  |

| Faixas bônus iTunes |                      |         |  |
| N.º                 | Título               | Duração |  |
| 13.                 | "Dig Your Own Grave" | 3:26    |  |
| 14.                 | "Old Demons"         | 3:39    |  |
| 15.                 | "The Love"           | 5:07    |  |
| Duração total:      | Duração total:       | 12:12   |  |

| Faixas bônus Migrant Reprise (lançado separadamente como EP "The Migrations Annex") |                      |         |  |
| N.º                                                                                 | Título               | Duração |  |
| 13.                                                                                 | "Dig Your Own Grave" | 3:24    |  |
| 14.                                                                                 | "Middle Ground"      | 4:12    |  |
| 15.                                                                                 | "Like Crazy"         | 3:56    |  |
| 16.                                                                                 | "Old Demons"         | 3:36    |  |
| 17.                                                                                 | "Owls"               | 3:39    |  |
| 18.                                                                                 | "The Love"           | 5:06    |  |
| Duração total:                                                                      | Duração total:       | 23:53   |  |

| Migrant Returned (2023) relançamento |                        |         |  |
| N.º                                  | Título                 | Duração |  |
| 1.                                   | "An Escape"            | 3:08    |  |
| 2.                                   | "Girl"                 | 3:03    |  |
| 3.                                   | "Let Go"               | 3:38    |  |
| 4.                                   | "The Kiss of Life"     | 4:22    |  |
| 5.                                   | "Sweet Naiveté"        | 4:31    |  |
| 6.                                   | "Whisper"              | 3:58    |  |
| 7.                                   | "Shame"                | 4:01    |  |
| 8.                                   | "This Vicious Place"   | 4:39    |  |
| 9.                                   | "Middle Ground"        | 3:38    |  |
| 10.                                  | "Bring You Down"       | 4:02    |  |
| 11.                                  | "Like Crazy"           | 3:29    |  |
| 12.                                  | "Shouting at the Rain" | 3:51    |  |
| 13.                                  | "Cycles"               | 4:32    |  |
| 14.                                  | "Dig Your Own Grave"   | 3:15    |  |
| 15.                                  | "Don't Look Back"      | 4:36    |  |
| 16.                                  | "Owls"                 | 3:42    |  |
| 17.                                  | "Old Demons"           | 3:14    |  |
| 18.                                  | "The Love"             | 5:08    |  |
| Duração total:                       | Duração total:         | 70:45   |  |